# Марков Ігор Олегович
І́гор Оле́гович Ма́рков (18 січня 1973 , Одеса ) — колишній проросійський український політик, народний депутат України 7-го скликання від Партії Регіонів (2012—2013), відомий українофобськими та русофільськими поглядами, прихильник та спонсор квазідержав та терористичних угруповань ДНР/ЛНР, лідер нині недіючої проросійської партії «Родіна». Звинувачується українською прокуратурою у спробі посягнути на територіальну цілісність України. Переховується від українських правоохоронців у Росії з 2014 року.
З 2012—2014 роки був народним депутатом України 7-го скликання обраним по одномандатному округу № 133.

## Життєпис
Народився 18 січня 1973 року у місті Одесі. Після закінчення школи навчався в Одеському інституті інженерів морського флоту та в Одеському державному економічному університеті. 1991 року почав працювати у нафтовому бізнесі, згодом у будівництві. 2002 року очолив будівельну компанію «Слов'янський альянс».
Політичну діяльність почав у лавах партії «Трудова Україна», згодом приєднався до ПСПУ Наталії Вітренко і від її блоку обирався до Одеської міської ради. Пізніше перебрав контроль над уже існуючою партією «Прогресивно-демократична партія України» і перейменував її у власну партію «Родина». Згодом реєстрація партії була відмінена з огляду на порушення законодавства під час її створення.
На чолі партії «Родина» перебував в опозиції до президента Віктора Ющенка, виступав за федералізацію України та впровадження другої державної мови. Також був власником місцевого телеканалу АТВ.

## Звинувачення у кримінальній діяльності

### До Євромайдану
Звинувачення у кримінальній діяльності проти Ігоря Маркова з'явилися ще під час його підприємницької діяльності. За Ігорем Марковим закріпилися кримінальні прізвиська «Марадона» і «Челентано». Зокрема, у побитті, рейдерстві та ліквідації його бізнесу Маркова звинувачував батько дружини Василь Серих.
За даними СБУ, Ігор Марков у різні часи був членом злочинних угруповань, неодноразово затримувався органами внутрішніх справ, зокрема за незаконне зберігання вогнепальної зброї і фігурував у ряді кримінальних справ. Правоохоронні органи також підозрювали Маркова до причетності у розповсюдженні наркотиків у розважальних закладах Одеси.
Навіть після початку політичної діяльності проти Маркова було порушено декілька кримінальних справ за хуліганство, зокрема за організацію незаконного перекриття автотраси Київ — Одеса та за напад охорони Маркова на працівників СБУ.

#### Кримінальні дії 2007 року в Одесі
2 вересня 2007 в Одесі, біля будівлі обласної державної адміністрації відбулося побиття учасників пікету активістів ВО «Свобода» депутатом міської ради Ігорем Марковим та керованою ним групою бойовиків («охоронців»). За інформацією слідства, Марков та Кауров Валерій Володимирович очолили групу людей, які, озброївшись рукавичками з металевими вкладишами і металевими прутами, напали на учасників проурядової маніфестації. Кількох маніфестантів було поранено, злочин було зафіксовано на відео та оприлюднено оператором однієї з одеських телекомпаній.
Прокуратурою України проти Ігоря Маркова була порушена кримінальна справа за частиною 2 статті 296 Кримінального кодексу, де його дії були кваліфіковані як хуліганство. Згодом Марков зник, переховувався від слідства і був оголошений у розшук. Після перемоги Віктора Януковича на президентських виборах 2010 року кримінальну справу проти Маркова було закрито, однак у квітні того ж року постанови про закриття справ були скасовані Генеральною прокуратурою.
12 вересня 2013 року Вищий адміністративний суд України визнав доведеним факт фальсифікації результатів голосування на парламентських виборах в окрузі № 133 в Одесі і зобов'язав ЦВК позбавити Ігоря Маркова мандата депутата.
22 жовтня 2013 року Ігоря Маркова затримали під час допиту в будівлі Одеського обласного управління міліції за підозрою у хуліганстві — побитті учасників акції протесту в Одесі в 2007 році, коли біля Одеської обласної адміністрації відбувалися пікети проти встановлення в місті пам'ятника Катерині ІІ.
23 жовтня 2013 Маркова доставили до Києва. Печерський суд Києва обрав для нього запобіжний захід у вигляді двомісячного арешту до 20 грудня 2013 року 16 грудня суд продовжив арешт до 13 лютого 2014 року.

### Після Євромайдану
Після перемоги Євромайдану й зміни влади в Україні, 22 лютого 2014 року новий голова Верховної Ради України Олександр Турчинов поновив депутатський мандат Маркову, що стало підставою для Приморського районного суду Одеси звільнити його з-під варти 25 лютого 2014 року.
У лютому 2022 року Європейський суд з прав людини одноголосно присудив державі Україна виплатити Ігореві Маркову 15 тисяч євро компенсації через позбавлення його мандату в 2013 році.

#### Фінансування ДНР/ЛНР
Ігор Марков переховується від українського правосуддя в Російській Федерації за звинуваченнями у фінансуванні ДНР/ЛНР та інші кримінальні дії.

#### Переховування в Росії
У серпні 2015 року він разом з іншими колишніми високопосадовцями України часів президентства Януковича заснував у Москві «Комітет порятунку України», що виступив з позицій російської пропаганди.

#### Арешт та реліз в Італії
13 серпня 2015 був арештований італійською поліцією в Санремо, куди прибув, щоб зустрітися з італійськими політиками, які підтримують російського президента Володимира Путіна. Марков був арештований на запит Генеральної прокуратури України у рамках кримінальної справи побиття демонстрантів в Одесі в 2007 році. За інформацією слідства, в 2007 році в Одесі Марков очолив групу озброєних металевими предметами людей, які напали на учасників проурядової маніфестації. Багато маніфестантів тоді були поранені. Марков пред'явив «дипломатичний паспорт», виданий йому недавно створеним в Росії «Комітетом порятунку України». Цей «дипломатичний паспорт» італійськими держорганами був признаний недійсним, і Марков лишався під арештом. Його очікувала екстрадиція до України, але українські інстанції в 40-денний термін не подали до Генуї правильно оформлений запит української прокуратури. 21 серпня того ж року арешт був замінений на домашній арешт. На початку лютого 2016 року італійський суд остаточно відмовив Генеральній прокуратурі України в екстрадиції Маркова. Після цього він повернувся до Москви.

#### Російське вторгнення
У березні 2022 року під час російського вторгнення в Україну був помічений у Київській області разом з окупантами. Виступав на російському телебаченні із закликами ліквідації українського президента. У травні 2023 року СБУ оголосила підозри Маркову.

## Українофобські погляди
Марков відомий своїми українофобськими поглядами, наприклад, у квітні 2018 року на одному з пропагандистських телеканалів Росії «Росія-1» заявив, що українська мова — це «зіпсований аналог російської». У 2011 році Марков потрапив до десятки найбільших українофобів за версією журналу «Український тиждень».

## Сім'я
Дружина: Інеса — з 4 червня 2024 року є підозрюваною за ч. 2 ст. 111 ККУ (державна зрада, вчинена в умовах воєнного стану). У серпні 2024 року Приморський районний суд міста Одеси ухвалив передати майно, що належало їй, в управління Національного агентства з питань виявлення, розшуку та управління активами, одержаними від корупційних та інших злочинів (АРМА).